# کانولای بینی
کانول بینی (NC) وسیله ای است که برای انتقال اکسیژن‌درمانی یا افزایش جریان هوا به بیمار یا شخصی که نیاز به کمک تنفسی دارد استفاده می‌شود. این وسیله از یک لوله سبک تشکیل شده‌است که در یک طرف آن به دو شاخه که در سوراخ بینی قرار گرفته و از آن مخلوطی از هوا و اکسیژن جریان دارد تقسیم می‌شود. انتهای دیگر این لوله از طریق حسگر جریان به یک منبع اکسیژن مانند ژنراتور قابل حمل اکسیژن یا اتصال دیواره در بیمارستان وصل می‌شود. کانول به‌طور کلی از طریق لوله ای که به گوش‌های بیمار وصل می‌شود یا یک پیشانی الاستیک متصل می‌شود، به بیمار وصل می‌شود. اولین و پرمصرف‌ترین شکل کانول بینی بینی بزرگسالان، حاوی  با جریان 1-6لیتر اکسیژن در دقیقi و جریان اکسیژن دمی 22 تا 44 درصد  است.
از مزایا این نوع وسیله برای اکسیژن تراپی میتوان به راحت بودن ان برای یبیمار به جهت سرفه کردن و غذا خوردن و به اسانی صحبت کردن ، استفاده اسان ،.. و از مهایب ان میتوان به احتمال اسیب به مخاط بینی ، به علت اینکه ممکن است تنفس دهانی نیز داشته باشد ممکن است غلظت اکسیژن مناسبی به بیمار نرسد ، ایجاد زخم در طولانی مدت در پشت گوش ، ... 
کانول‌هایی که دارای قلاب‌های کوچک ترند برای کودکان یا نوزادان هستند، و می‌توانند کمتر از یک لیتر در دقیقه را تحمل کنند.
کانول بینی توسط ویلفرد جونز اختراع شد و در سال ۱۹۴۹ توسط کارفرمای خود، BOC ثبت اختراع شد.